# Gmina Bar
Gmina Bar (czar. Opština Bar, serb. Општина Бар) – gmina w południowej Czarnogórze, zlokalizowana na wybrzeżu Morza Adriatyckiego, nad Jeziorem Szkoderskim i w górach Rumija. Głównym miastem i siedzibą władz gminy jest miasto Bar.
W 2011 gminę zamieszkiwało 42 048 osób, co stanowiło 6,78% ludności państwa.
Na terenie gminy Bar zlokalizowany jest największy port morski w Czarnogórze (i zarazem jeden z najważniejszych portów morskich byłej Jugosławii), ponadto przebiega przez nią linia kolejowa z Belgradu i Podgoricy oraz trasa europejska E851 (fragment Magistrali Adriatyckiej).

## Podział administracyjny
Gmina Bar podzielona jest na 12 okręgów i 87 osad (miejscowości):
| Okręg        | Osady |
| ------------ | --- |
| Bar I        | miasto Bar |
| Bar II       | Polje, Burtaiši, Čeluga, część Rene; |
| Bar III      | część Bjeliša, Sokolana, Stara ambulanta, zgrade Prvoborca; |
| Bar IV       | Popovići, część Bjeliša, Ahmetov Brijeg, Vuletića Brijeg, część Rene i Trsanj |
| Bar V        | Sustaš, Zupci, Marovići, Tuđemili |
| Šušanj       | Zukotrlica, Novi Pristan, Zeleni Pojas, Ilino, Šušanj, Carevići, Vitići i Paladini |
| Sutomore     | Brca, Zelen, Obala Željezničke Kolonije, Mirosica I, Turke, Pobrdje, Gorelac, Miljevci, Sozina, Zankovići, Suvi Potok, Mirosica II, Zgrade, Bjelila, Papani, Haj-Nehaj, Zagrađe, Mišići, Đurmani i Čanj                           |
| Stari Bar    | Stari Bar, Baukovo, Belveder, Velembusi, Gretva, Brbot, Turčini, Menke, Mikulići, Podgrad, Bartula, Rap, Gornja Poda i Donja Poda, Tomba, Gornje Zaljevo i Donje Zaljevo                                                          |
| Mrko(je)vići | Pečurice, Dobra Voda, Grdovići, Pelinkovići, Dabežići, Velje Selo, Kunje, Velja Gorana i Mala Gorana |
| Krajina      | Arbneš, Veliki Ostros, Mali Ostros, Martići, Kostanjica, Bobovište, Ckla, Tejani |
| Šestan       | Livari, Gornja i Donja Briska, Gornji Murići, Donji Murići, Besa, Pinčići, Bapsulj, Šestan |
| Crmnica      | Virpazar, Orahovo, Bračeni, Mikovici, Zabes, Boljevići, Sotonići, Bukovik, Mačuge, Dupilo, Popratnica, Komarno, Trnovo, Gornji Brčeli, Donji Brčeli, Brijege, Ovtočići, Tomići, Utrg, Godinje, Seoča, Krnjice, Limljani, Gluhi Do |

## Miejscowości
Na terenie gminy znajduje się 87 miejscowości. Zgodnie z postanowieniem ustawy o organizacji terytorialnej, wieś Đenđinovići otrzymała nową nazwę – Đinđinovići, wieś Podi została podzielona na dwie części, które noszą nazwy Gornja Poda i Dolnja Poda, a także utworzono trzy nowe wsie – Madruž, Menke i Čanj.

## Struktura demograficzna

### Ludność
- 1948 – 21 487
- 1953 – 23 009
- 1961 – 24 587
- 1971 – 27 580
- 1981 – 32 535
- 1991 – 37 321
- 2003 – 40 037
- 2011 – 42 048

Na podstawie spisu powszechnego z 2011:

### Ludność w gminie według płci
| Kobiety | Mężczyźni |
| ------- | --------- |
| 21.378  | 20.670    |
| 50,84%  | 49,16%    |

### Struktura ludności między miastem a wsią
| Miasto | Wsie   |
| ------ | ------ |
| 17.649 | 24.399 |
| 41,97% | 58,03% |

### Grupy etniczne w gminie
| Ludność według kryterium etnicznego (>1%) | Ludność według kryterium etnicznego (>1%) | Ludność według kryterium etnicznego (>1%) | Ludność według kryterium etnicznego (>1%) | Ludność według kryterium etnicznego (>1%) |
| ----------------------------------------- | ----------------------------------------- | ----------------------------------------- | ----------------------------------------- | ----------------------------------------- |
| Narodowość                                |                                           | procent (%)                               |                                           |                                           |
| Czarnogórcy                               |                                           | 46,50                                     |                                           |                                           |
| Serbowie                                  |                                           | 25,34                                     |                                           |                                           |
| Muzułmanie z narodowości                  |                                           | 7,70                                      |                                           |                                           |
| Albańczycy                                |                                           | 5,98                                      |                                           |                                           |
| Boszniacy                                 |                                           | 5,12                                      |                                           |                                           |
| reszta                                    |                                           | 4,37                                      |                                           |                                           |
| niezadeklarowani                          |                                           | 4,99                                      |                                           |                                           |
|                                           |                                           |                                           |                                           |                                           |

- Czarnogórcy: 19 553 osoby (46,50%)
- Serbowie: 10 656 osób (25,34%)
- Muzułmanie z narodowości: 3 236 osób (7,70%)
- Albańczycy: 2 515 osób (5,98%)
- Boszniacy: 2 153 osoby (5,12%)
- Pozostali: 1 838 osób (4,37%)
- Nieokreśleni: 2 097 osób (4,99%)

### Grupy językowe w gminie
| Ludność według kryterium językowego (>1%) | Ludność według kryterium językowego (>1%) | Ludność według kryterium językowego (>1%) | Ludność według kryterium językowego (>1%) | Ludność według kryterium językowego (>1%) |
| ----------------------------------------- | ----------------------------------------- | ----------------------------------------- | ----------------------------------------- | ----------------------------------------- |
| Język                                     |                                           | procent (%)                               |                                           |                                           |
| czarnogórski                              |                                           | 43,32                                     |                                           |                                           |
| serbski                                   |                                           | 38,76                                     |                                           |                                           |
| albański                                  |                                           | 6,51                                      |                                           |                                           |
| bośniacki                                 |                                           | 1,66                                      |                                           |                                           |
| reszta                                    |                                           | 6,19                                      |                                           |                                           |
| niezadeklarowani                          |                                           | 3,55                                      |                                           |                                           |
|                                           |                                           |                                           |                                           |                                           |

- Język czarnogórski: 18 217 osób (43,32%)
- Język serbski: 16 299 osób (38,76%)
- Język albański: 2 738 osoby (6,51%)
- Język bośniacki: 698 osób (1,66%)
- Pozostałe języki: 2 604 osoby (6,19%)
- Nie określono: 1 492 osoby (3,55%)

### Grupy wyznaniowe w gminie
| Ludność według kryterium religijnego (>1%) | Ludność według kryterium religijnego (>1%) | Ludność według kryterium religijnego (>1%) | Ludność według kryterium religijnego (>1%) | Ludność według kryterium religijnego (>1%) |
| ------------------------------------------ | ------------------------------------------ | ------------------------------------------ | ------------------------------------------ | ------------------------------------------ |
| Religia                                    |                                            | procent (%)                                |                                            |                                            |
| Prawosławni                                |                                            | 58,15                                      |                                            |                                            |
| Muzułmanie                                 |                                            | 30,13                                      |                                            |                                            |
| Katolicy                                   |                                            | 7,24                                       |                                            |                                            |
| Ateiści i agnostycy                        |                                            | 1,07                                       |                                            |                                            |
| reszta                                     |                                            | 0,72                                       |                                            |                                            |
| niezadeklarowani                           |                                            | 2,69                                       |                                            |                                            |
|                                            |                                            |                                            |                                            |                                            |

- Prawosławni: 24 452 osoby (58,15%)
- Muzułmanie: 12 671 osób (30,13%)
- Katolicy: 3 043 osoby (7,24%)
- Ateiści i agnostycy:: 449 osób (1,07%)
- Pozostali: 304 osoby (0,72%)
- Nieokreśleni: 1 129 osoby (2,69%)

## Gminy partnerskie
- Bor, Serbia